# Eva Bosáková
Eva Bosáková (n. 18 decembrie 1931, Mladá Boleslav, Republica Socialistă Cehă, Cehoslovacia – d. 10 ianuarie 1991, Praga, Cehoslovacia) a fost o gimnastă artistică ce a reprezentat Cehoslovacia, medaliată olimpică. A participat la 3 ediții ale Jocurilor Olimpice (1952, 1956, 1960) în care a câștigat o medalie de aur, două medalii de argint și o medalie de bronz.